# 산레우초델산니오
산레우초델산니오(이탈리아어: San Leucio del Sannio)는 이탈리아 캄파니아주 베네벤토도의 코무네다. 나폴리로부터 북동쪽 50km 베네벤토로부터 남쪽 6km 거리에 있다.